# Straßhausen (Großmehring)
Straßhausen ist ein Weiler, der zum Ortsteil Theißing der Gemeinde Großmehring im Landkreis Eichstätt im Regierungsbezirk Oberbayern des Freistaates Bayern gehört.

## Lage
Der Weiler liegt in der Südlichen Frankenalb östlich von Kösching, südöstlich des Köschinger Gemeindeteils Kasing, nordwestlich des Großmehringer Gemeindeteils Theißing und nordnordöstlich des Großmehringer Gemeindeteils Demling. Zu erreichen ist der Weiler von Theißing aus, wo westlich von der Staatsstraße 2231 eine Ortsverbindungsstraße, die ehemalige und noch heute so benannte Römerstraße, nach Straßhausen abzweigt, oder von Kasing aus, wo südlich des Ortes von der Kreisstraße EI 36 die Straßhausener Straße abzweigt. Von Tholbath aus lässt sich in Richtung Westen entlang des Moosgrabens und nach Süden abbiegend ebenfalls Straßhausen erreichen.

## Ortsnamendeutung
Der Ortsname bedeutet selbstredend „Zu den Häusern an der Straße“. Etwa 150 Meter südlich des Dorfes zieht die transdanubianische Römerstraße „Trajansstraße“, hier die Kastelle „Abusina“ und das Kastell Kösching verbindend, in Ost-West-Richtung vorbei. Noch heute ist die Trasse der ehemaligen Römerstraße eine Zufahrtsstraße zum Weiler. „Gute, breite Hauptstraßen aber erfreuten sich zu einer Zeit, in welcher der Verkehr noch auf einer niedrigen Entwicklungsstufe stand, einer derartigen Wertschätzung, daß Ansiedelungen an denselben sogar nach ihnen benannt wurden.“

## Geschichte
Erwähnung findet Straßhausen im Jahr 1310 mit dem Ortsadeligen Dietrich von Straßhausen und im Salbuch des bayerischen Herzogs Ludwigs des Gebarteten im Jahr 1417. Dem Amt Vohburg unterstehend, zinsten laut einem Güterverzeichnis von 1752 zwei der Kirche von Bettbrunn, einer dem Jesuitenkolleg Ingolstadt, und einer gehörte zur Hofmark Hexenagger.
Nach der Säkularisation kam Straßhausen zum Landgericht Ingolstadt, wo es dem Steuerdistrikt Theißing angehörte. Mit dem bayrischen Gemeinde-Edikt von 1818 wurde Theißing mit Pettling, Straßhausen und Tholbath zur selbständigen Gemeinde erhoben. 
Aus dem Landgericht Ingolstadt ging 1862 das Bezirksamt Ingolstadt hervor, das 1939 in Landkreis Ingolstadt umbenannt wurde. Im Zuge der Gebietsreform in Bayern wurde der Landkreis Ingolstadt aufgelöst, und die Gemeinde Theißing schloss sich mit ihren Ortsteilen am 1. Mai 1978 der Gemeinde Großmehring an.
1867 zählte man 35 Einwohner, 17 Gebäude und die Ortskirche. 1983 bestand der Weiler unverändert aus vier landwirtschaftlichen Vollerwerbsbetrieben.

## Ortskapelle

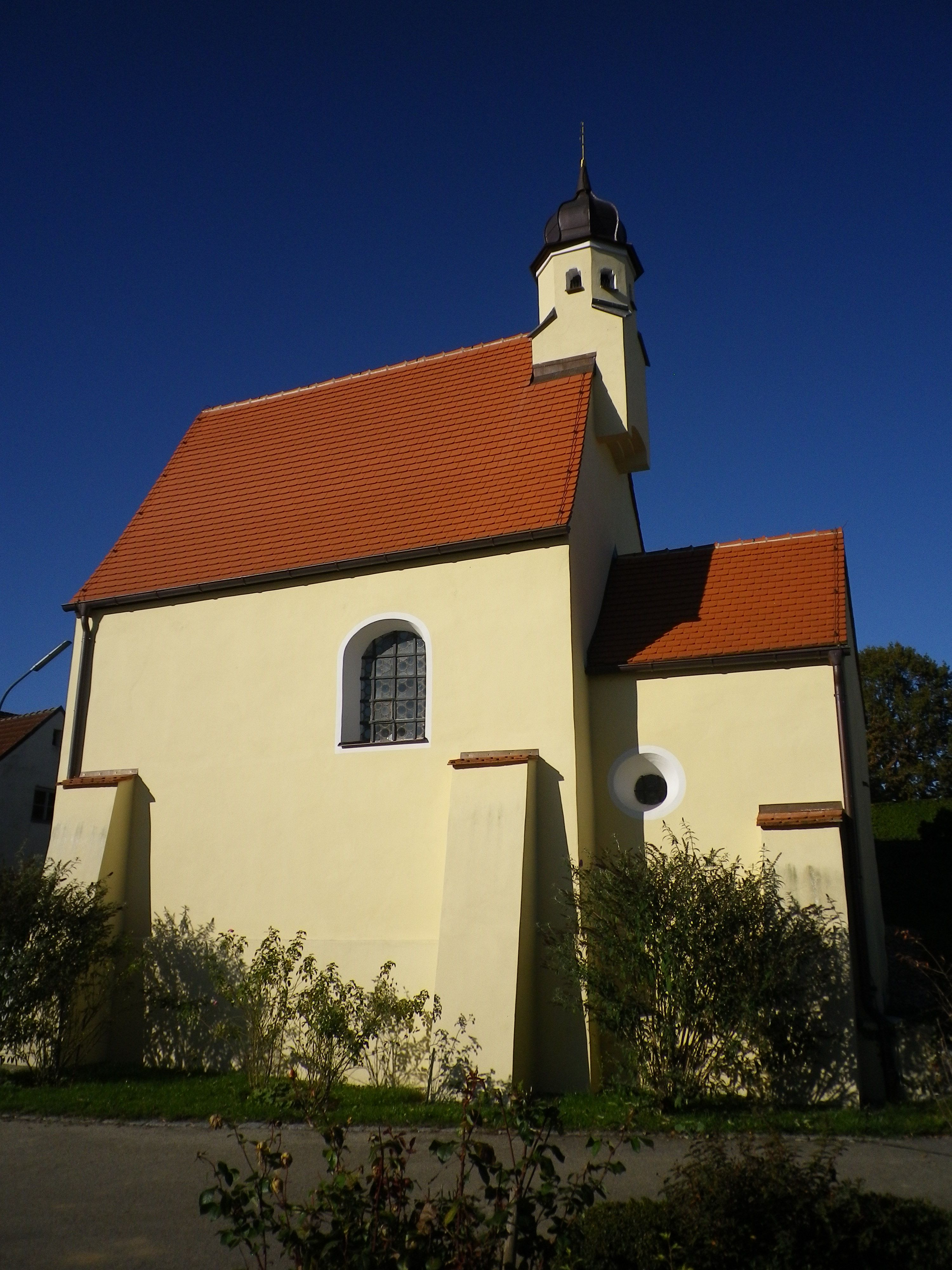
Kirche Sankt Peter und Paul

Der Ort gehört seit jeher zur katholischen Pfarrei Theißing im Bistum Regensburg. Bei der Ortskapelle handelte es sich um eine Eigenkirche des Urhofes mit Begräbnisrecht; sie wurde im Laufe der Zeit mehrmals um- oder neugebaut. St. Peter und Paul geweiht, liegt sie an der durch den Ort verlaufenden Paulsstraße an einem leichten Nordhang. Die kleine Saalkirche mit Steildach und mit niedrigem Rechteck-Chor im Osten sowie einem zwiebelbekrönten achteckigen Dachreiter (um 1700) auf quadratischem Unterbau auf dem Ostgiebel ist 1749 in Regensburger kirchlichen Unterlagen erstmals erwähnt. Der Altar stammt aus dem 14. Jahrhundert. Auf ihm befindet sich ein hl. Petrus als Holzplastik aus der 2. Hälfte des 16. Jahrhunderts. Etwas älter, aus der Mitte des 16. Jahrhunderts, ist die Holzplastik der Maria an der Nordwand. Die Figur eines heiligen Mönchs an der Südwand, vielleicht der hl. Leonhard, stammt aus der gleichen Zeit. Aus einem Vorgängerbau hat sich die spätgotische Kirchentür mit Eisenbändern, bezeichnet 1500, erhalten. 2013/14 fand eine Gesamtrenovierung statt.